# Joseph Ser
Joseph Ser (* 1875; † 7. April 1962 in Fanjeaux) war ein französischer Mathematiker. Sein Vater war Antoine Louis Ser und seine Mutter Marie Elisabeth Froment (1847–1932).
Er hat 45 Arbeiten in der Zeit von 1900 bis 1954 publiziert, davon vier Monographien, die er in Paris im Verlag Gauthier-Villars veröffentlichte. Im Wesentlichen arbeitete er auf dem Gebiet der Zahlentheorie und unendlichen Reihen.
Ser erzielte wichtige Resultate auf dem Gebiet der Fakultätenreihen, sehr bekannt ist seine Reihendarstellung der Eulerschen Konstanten mit rationalen Gliedern. Diese benutzte 1926 Paul Émile Appell (1855–1930) in einem gescheiterten Versuch, die Irrationalität der Eulerschen Konstanten zu beweisen.
Er hatte eine Tochter Elisabeth Ser (1906–1960).

## Schriften
- Sur une expression de la fonction {\displaystyle \zeta (s)} de Riemann. Comptes rendus hebdomadaires des séances de l'Académie des Sciences. Série 2. [Paris] vol.182 (1926), S. 1075–1077. Siehe auch das Referat: https://zbmath.org/?q=an:52.0338.02